# 卡尔·克努特松
卡尔八世·克努特松·邦德（瑞典語：Karl VIII Knutsson Bonde，约1408年—1470年5月14日），瑞典国王（1448年－1457年、1464年－1465年、1467年－1470年在位）和挪威国王（1449年－1450年在位）。
1397由丹麦女王瑪格麗特一世创建的卡尔马联合把丹麦、瑞典和挪威三个北欧国家置于一个王室统治之下。但是，到了1430年代，她的继承人埃里克在瑞典受到普遍反感，使这一联合趋于瓦解。卡尔·克努特松在瑞典贵族支持下于1436年成为瑞典摄政，这个职位实际上取代了国王埃里克在瑞典的一切职能。作为瑞典的实际统治者，卡尔·克努特松显得专断，在其统治时期瑞典统治下的芬兰曾发生一次农民起义。1439年，埃里克被废黜，巴伐利亚的克里斯托弗当选为丹麦、瑞典和挪威国王。1448年，巴伐利亚的克里斯托弗去世后，瑞典贵族选举本地的卡尔·克努特松继承王位，称卡尔八世；丹麦王位则由奥尔登堡的克里斯蒂安一世继承。
從此，卡尔八世和克里斯蒂安一世围绕瑞典王位展开了激烈斗争。克里斯蒂安一世宣称，作为丹麦王位的继承者他有权获得对丹瑞挪三国的统治权；这实际上是想将卡尔马联合持续下去。卡尔八世被迫于1450年放弃挪威，但坚决否认克里斯蒂安一世有权获得瑞典王冠。随后丹麦和瑞典爆发了一系列军事冲突。
1457年，一批支持克里斯蒂安一世的瑞典贵族废黜了卡尔八世。克里斯蒂安一世成为瑞典国王，卡尔八世逃亡德国。但克里斯蒂安一世在瑞典的统治只能斷斷續續（1457年~1464年），且失去人心，另一批瑞典贵族于1464年迎回卡尔八世取代了他。1465年卡尔八世又一次遭到废黜。在1467年，卡尔八世再度获得瑞典王位，并稳定地统治这个国家直到去世，外甥老斯頓·斯圖雷在他死後擔任攝政。卡尔八世断断续续的执政预示了卡尔马联合的最终解体。
| 卡爾八世·克努特松·邦德邦德王朝出生于：1408年逝世於：1470年5月14日 | 卡爾八世·克努特松·邦德邦德王朝出生于：1408年逝世於：1470年5月14日 | 卡爾八世·克努特松·邦德邦德王朝出生于：1408年逝世於：1470年5月14日 |
| ----------------------------------------------------------------- | ----------------------------------------------------------------- | ----------------------------------------------------------------- |
| 前任： 埃里克十三世                                               | 瑞典摄政 1438年–1440年                                            | 繼任： 克里斯托弗三世                                             |
| 前任： 本特·扬森、尼尔斯·扬森 (摄政)                              | 瑞典国王 1448–1457                                                | 繼任： 扬斯·本特森、埃里克·阿塞尔森 (摄政)                        |
| 前任： 克里斯托弗三世                                             | 挪威国王 1449年–1450年                                            | 繼任： 克里斯蒂安一世                                             |
| 前任： 克里斯蒂安一世                                             | 瑞典国王 1464年–1465年                                            | 繼任： 基特尔·卡尔森 (摄政)                                       |
| 前任： 埃里克·阿塞尔森 (摄政)                                     | 瑞典国王 1467年–1470年                                            | 繼任： 斯滕·斯杜尔 (摄政)                                         |